# Lowedges
 (septembre 2023).
Si vous disposez d'ouvrages ou d'articles de référence ou si vous connaissez des sites web de qualité traitant du thème abordé ici, merci de compléter l'article en donnant les références utiles à sa vérifiabilité et en les liant à la section « Notes et références ».
Albums de Richard Hawley
Late Night Final
(2001) Coles Corner
(2005)
Lowedges est un album de rock écrit par Richard Hawley et sorti en 2003.

## Titres de l'album
Les onze pistes de cet album sont :
1. "Run for Me"
2. "Darlin'"
3. "Oh My Love"
4. "Only Road"
5. "On the Ledge"
6. "You Don't Miss Your Water (Till Your River Runs Dry)"
7. "Motorcycle Song"
8. "It's Over Love"
9. "I'm on Nights"
10. "Danny"
11. "Nights Are Made for Us"